# Marianne Moore
Marianne Moore (15 de noviembre de 1887 - 5 de febrero de 1972) fue una escritora y poeta modernista estadounidense.

## Biografía
Marianne Moore nació en Kirkwood, Misuri en la casa parroquial de la iglesia presbiteriana de la que su abuelo materno, John Riddle Warner, era pastor. Era hija de un inventor e ingeniero, John Milton Moore, y su esposa, Mary Warner.  Creció en la casa de su abuelo, pues su padre había sido enviado a un hospital psiquiátrico antes de su nacimiento. En 1905, Moore comenzó a asistir al Bryn Mawr College, en Pensilvania y se graduó cuatro años después. Dio clases en la Carlisle Indian Industrial School en Carlisle, Pensilvania, hasta 1915, año en que comenzó a escribir poesía de forma profesional.

## Carrera poética

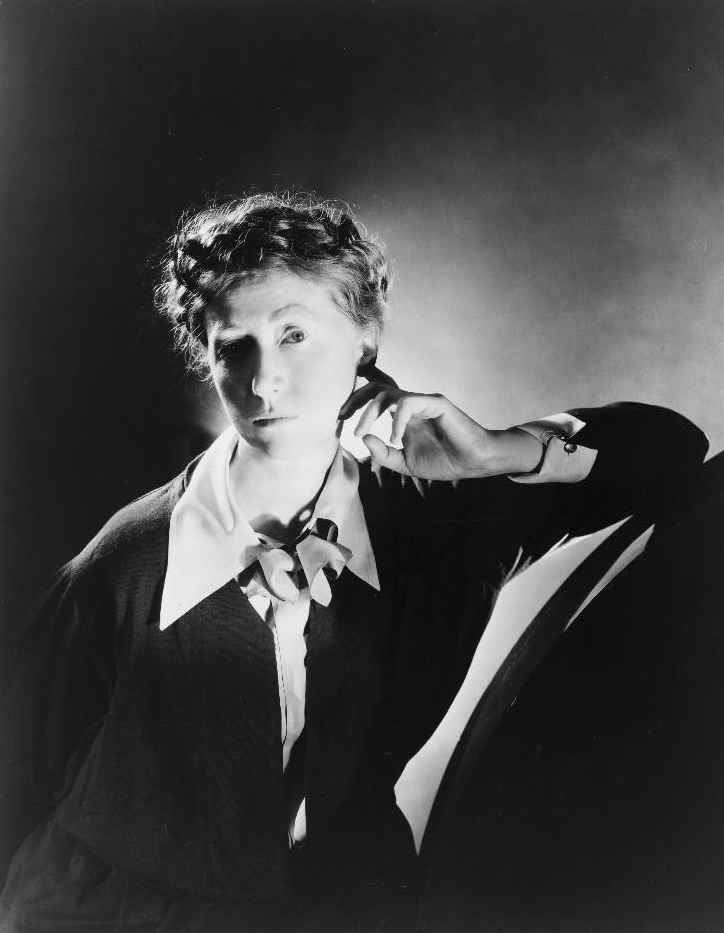
Marianne Moore en 1935. Fotografía de George Platt Lynes.

Moore fue reconocida por autores tan diversos como Wallace Stevens, William Carlos Williams, H.D., T. S. Eliot, o Ezra Pound quizá a raíz de sus viajes europeos antes de la Primera Guerra Mundial. Desde 1925 hasta 1929, Moore trabajó como editora del diario literario y cultural The Dial. Esto hizo que Moore tomara un papel similar al de Pound, descubriendo a nuevos poetas como Elizabeth Bishop, Allen Ginsberg, John Ashbery o James Merrill. Aparte de esta labor editorial, Moore retocó y editó sus propios trabajos anteriores. 
En 1933 le fue otorgado un premio, el Helen Haire Levinson Prize, por la revista Poetry. Su colección de poemas, Collected Poems, de 1951, es quizá su obra más valorada y la que le hizo ganar el Premio Pulitzer de Poesía, el National Book Award, y el premio Bollingen. En los círculos literarios neoyorquinos Moore se convirtió en una pequeña celebridad, sirviendo en ocasiones como anfitriona a aquellos más prominentes. Moore asistía a combates de boxeo, partidos de béisbol u otros eventos públicos vestida de una forma un tanto extravagante que acabó convirtiéndose en su sello personal: un sombrero tricornio y una capa negra. Moore era una entusiasta de los deportes y los deportístas, y admiraba especialmente a Muhammad Ali, con quien colaboró en su álbum recitado I Am the Greatest! escribiendo algunas líneas. Moore continuó publicando poemas en otros diarios, como The Nation, The New Republic y Partisan Review, así como publicando varias obras y colecciones de poesía y crítica literaria. También mantuvo correspondencia con W.H. Auden y Ezra Pound mientras este último estuvo encarcelado.

## Obra selecta
- Poems, 1921. Publicado en Londres por H.D. sin el conocimiento de Moore.
- Observations, 1924.
- Selected Poems, 1935. Introducción de T. S. Eliot.
- The Pangolin and Other Verse, 1936.
- What Are Years, 1941.
- Nevertheless, 1944.
- A Face, 1949.
- Collected Poems, 1951.
- Fables of La Fontaine, 1954. Traducción.
- Predilections: Literary Essays, 1955.
- Idiosyncrasy and Technique, 1966.
- Like a Bulwark, 1956.
- O To Be a Dragon, 1959.
- Idiosyncrasy and Technique, 1959.
- The Marianne Moore Reader, 1961.
- The Absentee: A Comedy in Four Acts, 1962. Dramatización de la novela de Maria Edgeworth.
- Puss in Boots, The Sleeping Beauty and Cinderella, 1963. Adaptaciones de los cuentos de Perrault.
- Dress and Kindred Subjects, 1965.
- Poetry and Criticism, 1965.
- Tell Me, Tell Me: Granite, Steel and Other Topics, 1966.
- The Complete Poems, 1967.
- The Accented Syllable, 1969.
- Homage to Henry James, 1971. Ensayos de Moore, Edmund Wilson, etc.
- The Complete Poems, 1981.
- The Complete Prose, 1986.
- The Selected Letters of Marianne Moore, editado por Bonnie Costello, Celested Goodridge y Cristann Miller. Knopf, 1997.